# Capitão Nemo

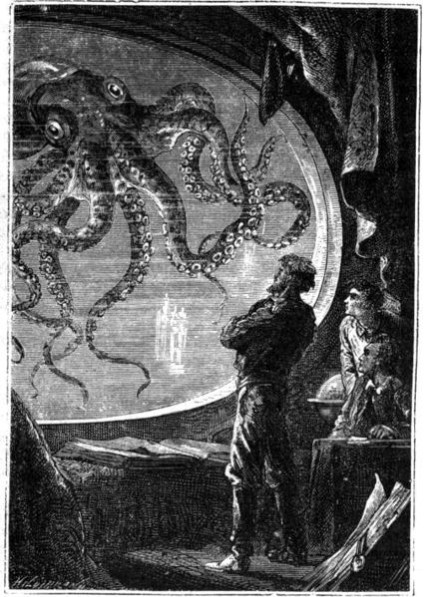
O capitão Nemo observa o polvo gigante pela janela do Nautilus

Capitão Nemo (do latim: Capitão "Ninguém") — Também conhecido como Príncipe Dakkar — é um personagem fictício que aparece em duas aventuras de ficção escritas por Júlio Verne: Vinte Mil Léguas Submarinas (1870) e A Ilha Misteriosa (1874). Nemo era o comandante do submarino Náutilus.
Descontente com a destruição que a sociedade do século XIX provoca no mundo com suas guerras e opressão, ele utiliza seu vasto conhecimento científico para construir um submarino elétrico e passa a viver no fundo do mar com alguns homens de sua confiança, como sendo um pirata.
Capitão Nemo tenta o tempo todo fugir da suas ligações com o mundo exterior, alegando viver agora em um outro mundo, diferente da civilização. Por esse motivo, Nemo é evasivo quanto a perguntas sobre o seu passado, parecendo um homem excêntrico e que demonstra pouco sentimentos, embora também possa ser considerado um exímio engenheiro e um homem preocupado com aqueles que ele considera oprimidos.
Nemo significa "ninguém" em latim (um nome apropriado, já que pouco se sabe a seu respeito), e o nome do seu submarino vem de um pequeno molusco. Sabe-se que ele é indiano e que provavelmente perdeu sua mulher e filhos, isso teria dado origem à sua frustração com a sociedade. Apesar de sua alegação, em Vinte Mil Léguas Submarinas, de que os problemas do mundo não lhe interessam, ele às vezes interfere nestes assuntos, sempre a favor dos oprimidos. O mundo toma conhecimento de sua existência quando ele destrói alguns navios de guerra e o Náutilus é confundido com um monstro. Capitão Nemo tenta o tempo todo esconder suas ligações com a civilização, dizendo sempre que agora vive em um mundo à parte, embora às vezes deixe escapar
No livro A Ilha Misteriosa, o Capitão Nemo aparece no último trecho, quando os náufragos da ilha descobrem que ele estava escondido lá o tempo todo e os ajudava em sua sobrevivência. O Capitão já está velho e conta sua história de vida para os náufragos. Mais tarde, o Capitão morre.
The League of Extraordinary Gentlemen, história em quadrinhos escrita por Alan Moore e desenhada por Kevin O'Neill, publicada originalmente em 1999, traz o Capitão como um dos heróis reunidos em uma equipe de elite reunida por M, misterioso homem a serviço da Coroa Britânica, que posteriormente revelou ser o vilão Professor Moriarty, maior inimigo do detetive Sherlock Holmes e que, após sua derrocada, foi substituído por Campion Bond (avô de James Bond). Essa equipe será descrita mais tarde como a primeira equipe Murray, liderada por Mina Murray (Mina Harker de Drácula) também é formada por Allan Quatermain (As Minas do Rei Salomão), Dr. Jekyll (Strange Case of Dr Jekyll and Mr Hyde) e Hawley Griffin (O Homem Invisível). Nemo figura ainda no segundo volume da mesma história em quadrinhos.
A história tornou-se, em 2003, um longa-metragem estrelado por Sean Connery com o ator indiano Naseeruddin Shah no papel do Capitão Nemo. Ao contrário da publicação de 1999 - indicada e vencedora de diversos prêmios da área - o filme foi um fracasso de público e crítica.